# Bulbophyllum kenae
Bulbophyllum kenae är en orkidéart som beskrevs av Jaap J. Vermeulen. Bulbophyllum kenae ingår i släktet Bulbophyllum och familjen orkidéer. Inga underarter finns listade i Catalogue of Life.